# Disterigma hammelii
Disterigma hammelii är en ljungväxtart som beskrevs av R.L. Wilbur och J.L. Luteyn. Disterigma hammelii ingår i släktet Disterigma och familjen ljungväxter. Inga underarter finns listade i Catalogue of Life.